# Владимиров, Иван Алексеевич

Иван Алексеевич Владимиров

Ива́н Алексе́евич Влади́миров (29 декабря 1869 [10 января 1870], Вильно, Российская империя — 14 декабря 1947, Ленинград, СССР) — русский и советский живописец, рисовальщик, заслуженный деятель искусств РСФСР (1946). Известен как художник реалистической школы в живописи, баталист и автор цикла документальных зарисовок революционных событий 1917 года, будней военного коммунизма 1918—1921 годов.

## Биография
Иван Алексеевич родился 10 января 1870 года в Вильне (Вильнюс) в семье священника Алексея Владимирова (род. 1830) и англичанки Кэйт Владимирофф (Вагхорн) (род. 1834). Отец, одно время работал библиотекарем при Московском Английском клубе. Мать была акварелистом.
В 12 лет Иван уже работал на угольщике. Много путешествовал в одиночку по Англии и в Полесье. Получил художественное образование в Виленской рисовальной школе Ивана Трутнева. Учился в Санкт-Петербургском юнкерском училище, по болезни оставил службу. В 1891—1893 годах учился в Петербургской Академии художеств, где специализировался у Богдана Виллевальде, Алексея Кившенко и Франца Рубо.
Служил вольноопределяющимся в Ижорском резервном батальоне. В 1894 году посещал Офицерскую стрелковую школу.
Проводил ежегодно лето на Кавказе в горных аулах, привозя оттуда материал для картин, удостоенных больших и малых серебряных медалей: «Взятие турецкого редута», «Перевязочный пункт во время Кавказской войны». За картину «Перевязочный пункт во время Кавказской войны» в 1893 году получил звание классного художника второй степени, что давало ему возможность начать самостоятельное творчество. В 1897 году за полотно «Бой адыгейцев на реке Малке» был удостоен звания классного художника первой степени.
Был художественным корреспондентом журнала «Нива» в период русско-японской (1904—1905), балканских (1912—1913) и Первой мировой войн. Как он писал, «Во всех моих художественных работах основная идея была выразить устремление наших бравых бойцов к отражению и уничтожению ненавистных, но сильных и злобных врагов Родины». Автор циклов картин, посвящённых русско-японской войне («Орудие в опасности», «Артиллерийский бой», «Вернулся с войны», «В Манчжурии», «Разведка в ливень», «Допрос пленного», «Усиленная рекогносцировка»), революционным событиям 1905 года («У Зимнего дворца», «Бой на Пресне», «На баррикадах в 1905 году»), жизненным композициям («На дровяном складе», «Благотворитель», «Горе», «Изобретатель и капиталист», «Именины деда»), Первой мировой войне, зарисовками военных операций для журнала «Нива», акварелей, фотографий. До 1918 года был художником-корреспондентом английского журнала «The Graphic» — первого в мире художественного иллюстрированного журнала, сотрудничал с французским Illustration и рядом американских журналов.
Владимиров с Н. И. Кравченко были первыми, кто обнаружил в 1906 году на даче в Озерках повешенного Георгия Гапона.
Владимирову принадлежат копии и зарисовки остатков росписи X—XI веков Сентинского храма в Тебердинском ущелье Карачаево-Черкесии.
Будучи противником модернизма в искусстве, предложил свои картины для выставки художников «Мира искусства», но был отвергнут, как устаревший реалист. Тогда он написал несколько картин на финские сюжеты в манере мирискусников, и под финским псевдонимом отдал эти картины на выставку. Был принят, удостоился лестных слов от Александра Бенуа, картины продали. И только в конце выставки Владимиров письмом в газету разоблачил всю интригу. Художник получил массу сочувствующих писем и даже открытку от Ильи Репина, поздравившего Владимирова с удачным розыгрышем модернистов.
В 1910-х годах жил с женой и двумя дочерьми на своей даче на Морской улице. Ныне территория бывшей дачи Владимирова входит в состав губернаторской дачи поселка Комарово. 
Как и многие представители интеллигенции, Иван Алексеевич приветствовал Февральскую революцию. Во время Октябрьской революции художник многого лишился. Его дом на Большой Гребецкой улице национализировали. Дача в Келломяках (совр. Комарово), которую Владимиров построил в 1904 году, оказалась за финляндской границей.
В 1917—1918 годы, работая в Петроградской милиции, рисовал портреты разыскиваемых преступников. Сделал большой цикл документальных зарисовок событий 1917—1918 годов («Арест царских генералов» (1918), «Петроград. Весна 1918» (1918) и др.).
В 1921 году сотрудничал с Фрэнком Голдером и Дональдом Рэншо из организации Американской администрацией помощи (ARA), которая оказывала помощь голодающим в России, а также имел связи с Спэрдженом Милтоном Кини и Этаном Теодором Колтоном из Юношеской христианской ассоциации (YMCA). Все четверо покупали его рисунки, которые затем были вывезены в США.
Был членом Ассоциации художников революционной России. С 1932 года член ленинградского Союза советских художников. Писал картины на историко-революционные и батальные темы («В. И. Ленин на митинге» (1923), «Взятие будёновцами Мелитополя» (1925), «Бегство буржуазии из Новороссийска» (1926), «Ликвидация Врангельского фронта» (1932), «Баррикады в Испании» (1936), «В. И. Ленин и И. В. Сталин в Разливе в 1917 году» (1937), «Иностранцы в Ленинграде» (1937)). Участвовал в выставках «Красная Армия в советском искусстве» (1930), «15 лет РККА» (1933), в работе Всемирной выставки в Париже (1937).
Во время Советско-финской войны в силу возраста не мог поехать на фронт и по газетным сводкам создал картины «Въезд советских войск в Выборг» (1939), «Сдача финнов» (1940).
В годы Великой Отечественной войны находился в блокадном Ленинграде, готовил плакаты, выполнял эскизы и зарисовки, писал картины («Бой за Тихвин», 1943; «Бой на улицах Берлина», 1946), вёл дневник блокады.
Скончался 14 декабря 1947 года в Ленинграде на 78-м году жизни. Похоронен на Серафимовском кладбище в Санкт-Петербурге.
Произведения И. А. Владимирова хранятся в Русском музее, Третьяковской галерее, в музеях и частных собраниях.
В апреле 2011 года по инициативе Санкт-Петербургского союза художников на доме, где жил Владимиров по улице Большой Гребецкой (современный адрес — Пионерская ул., 51), открыли мемориальную доску, посвященную художнику.

## Награды
- орден Трудового Красного Знамени (25.03.1945)
- медали

## Галерея

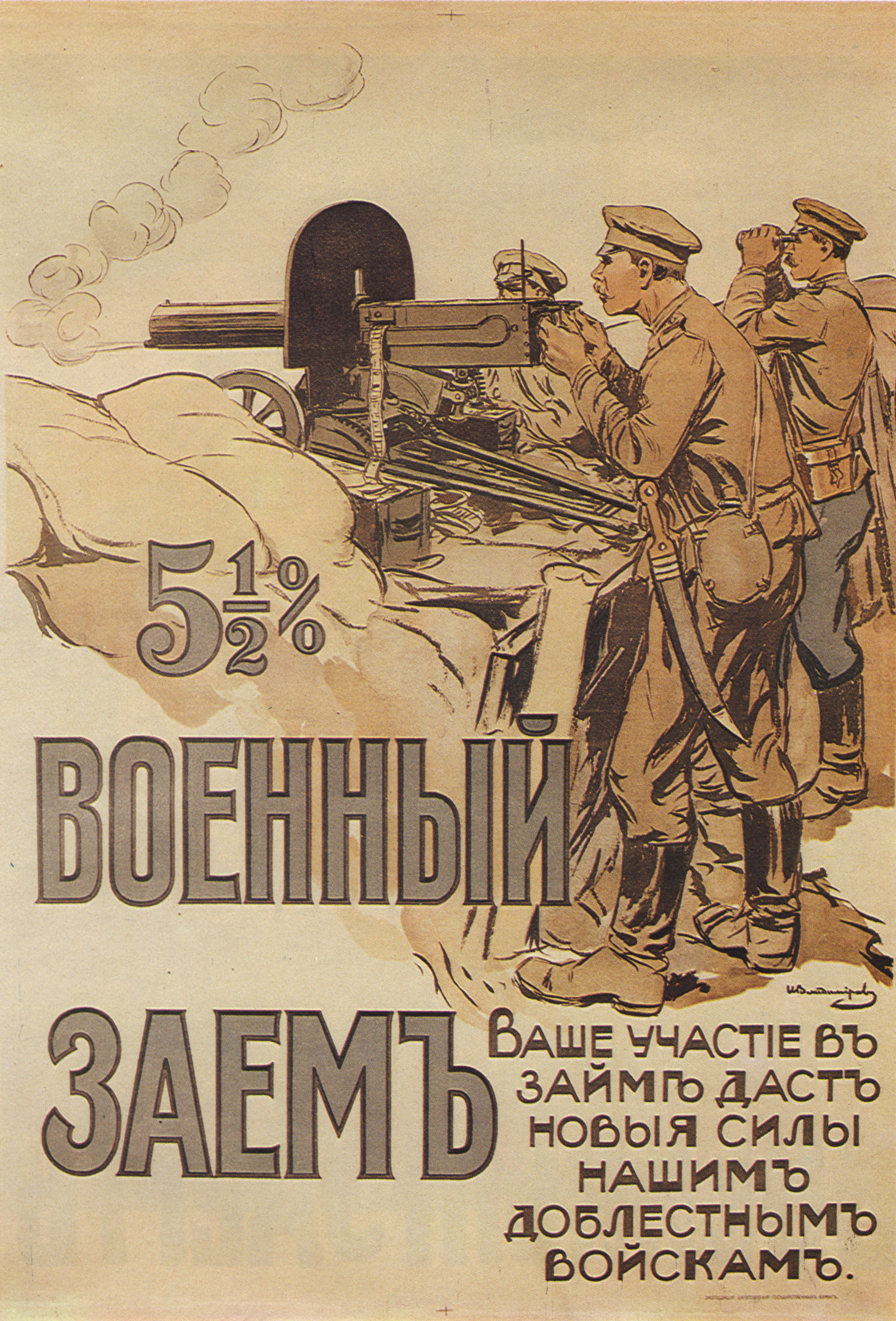
Военный заём.
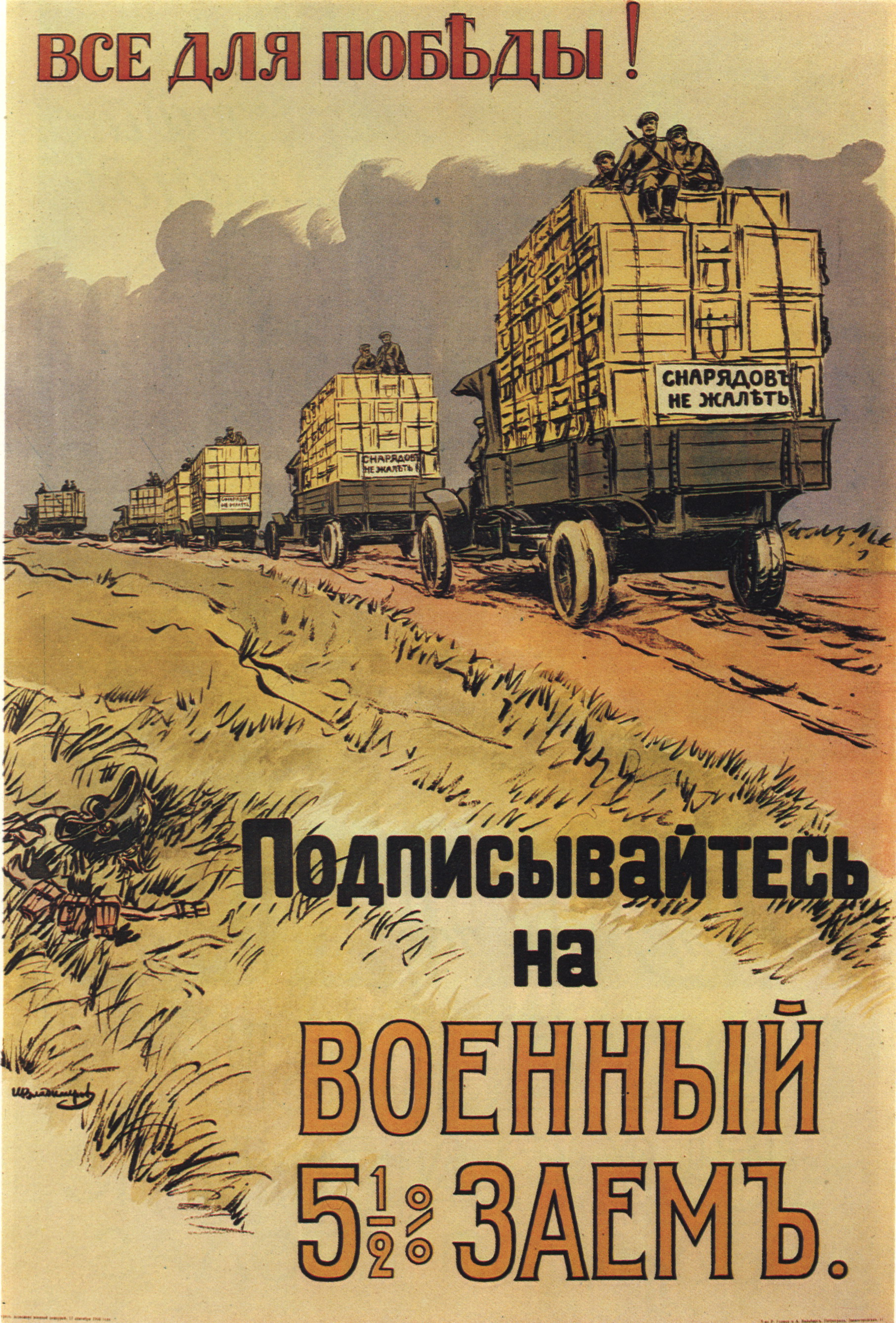
Военный заём.
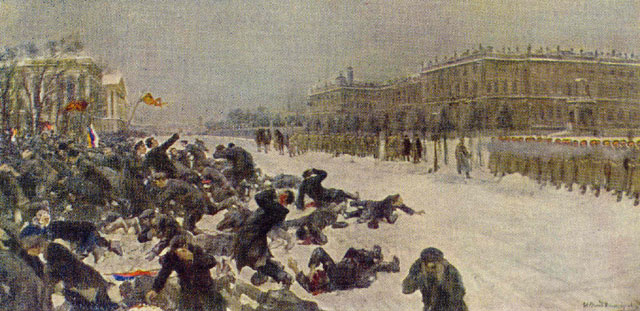
«Кровавое воскресенье»
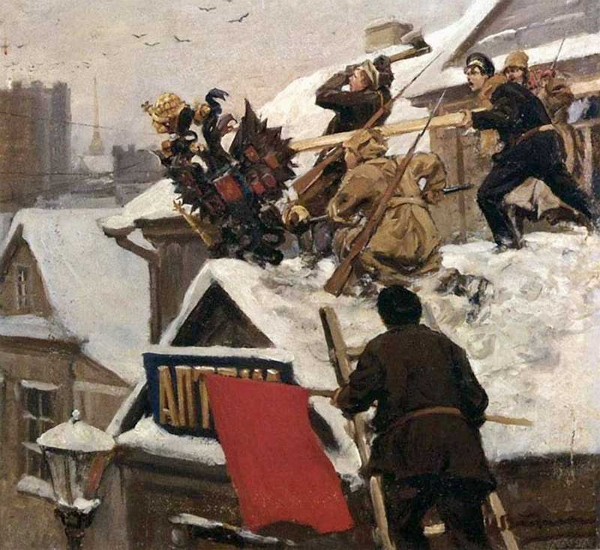
«Долой орла!» (Музей политической истории)
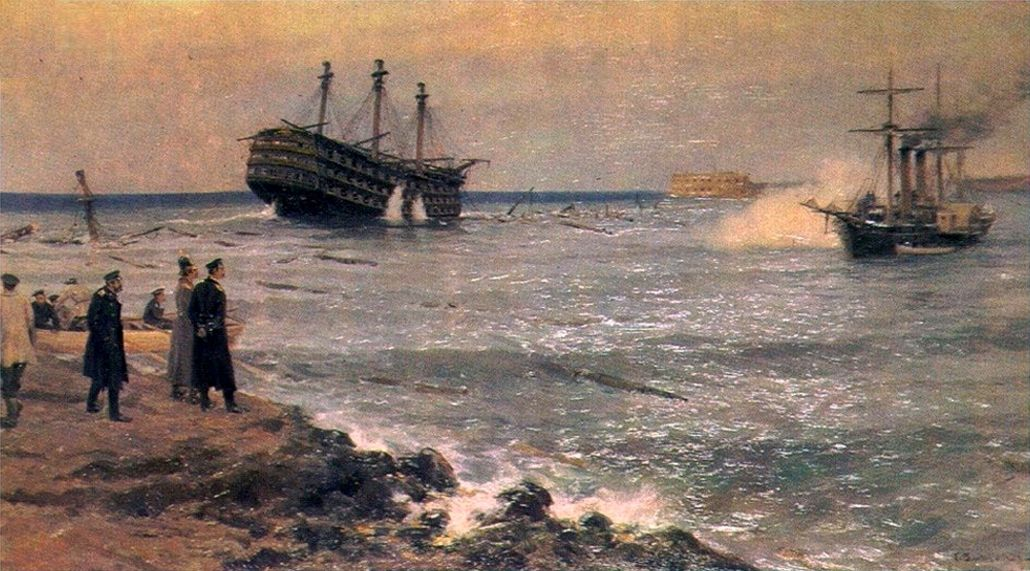
«Затопление кораблей Черноморского флота на Севастопольском рейде 11 сентября 1854 года»
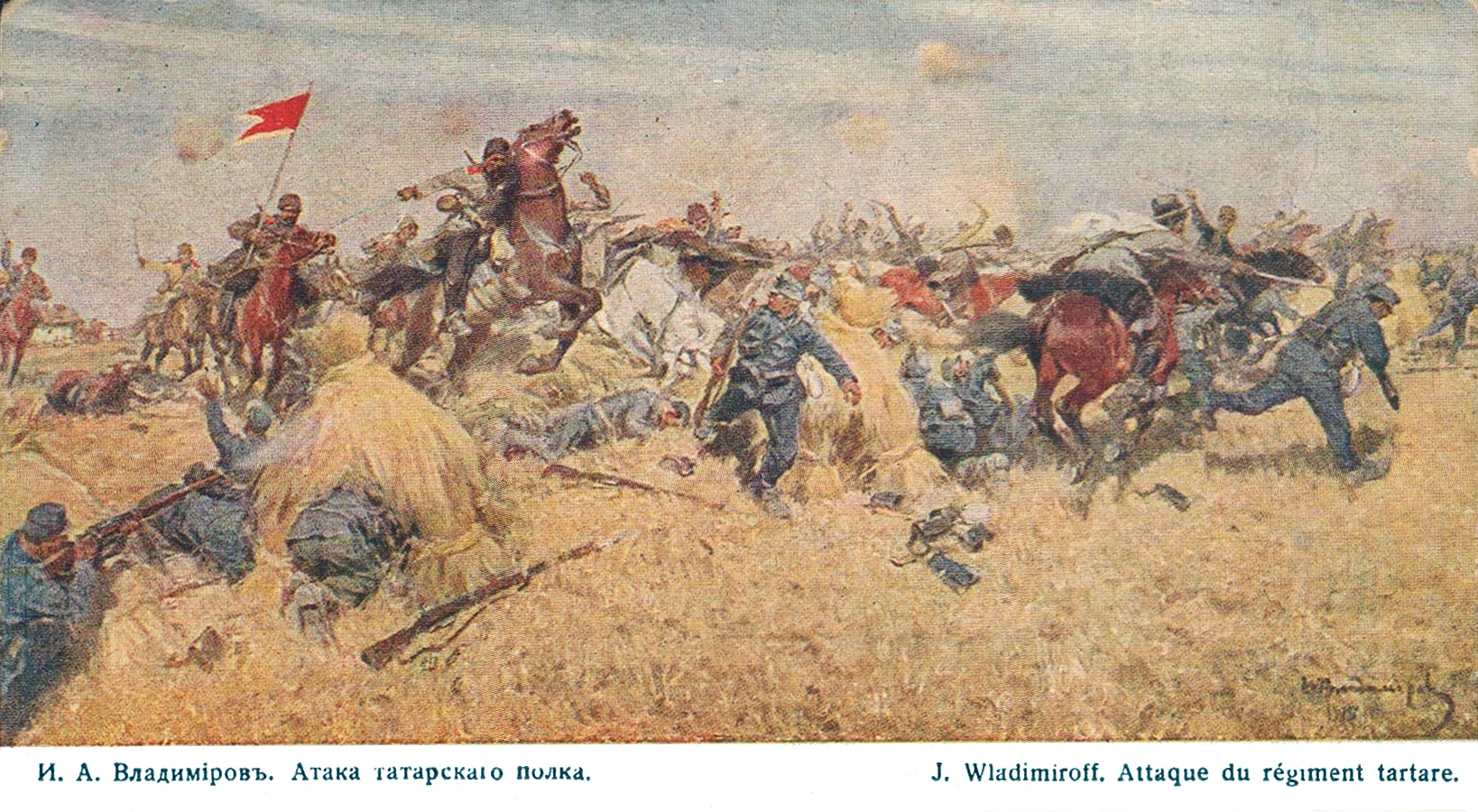
Атака татарского полка
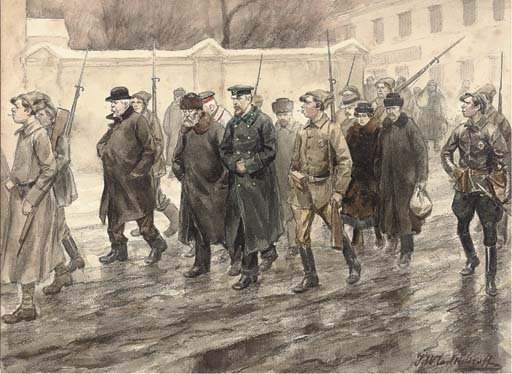
Конвоирование арестованных
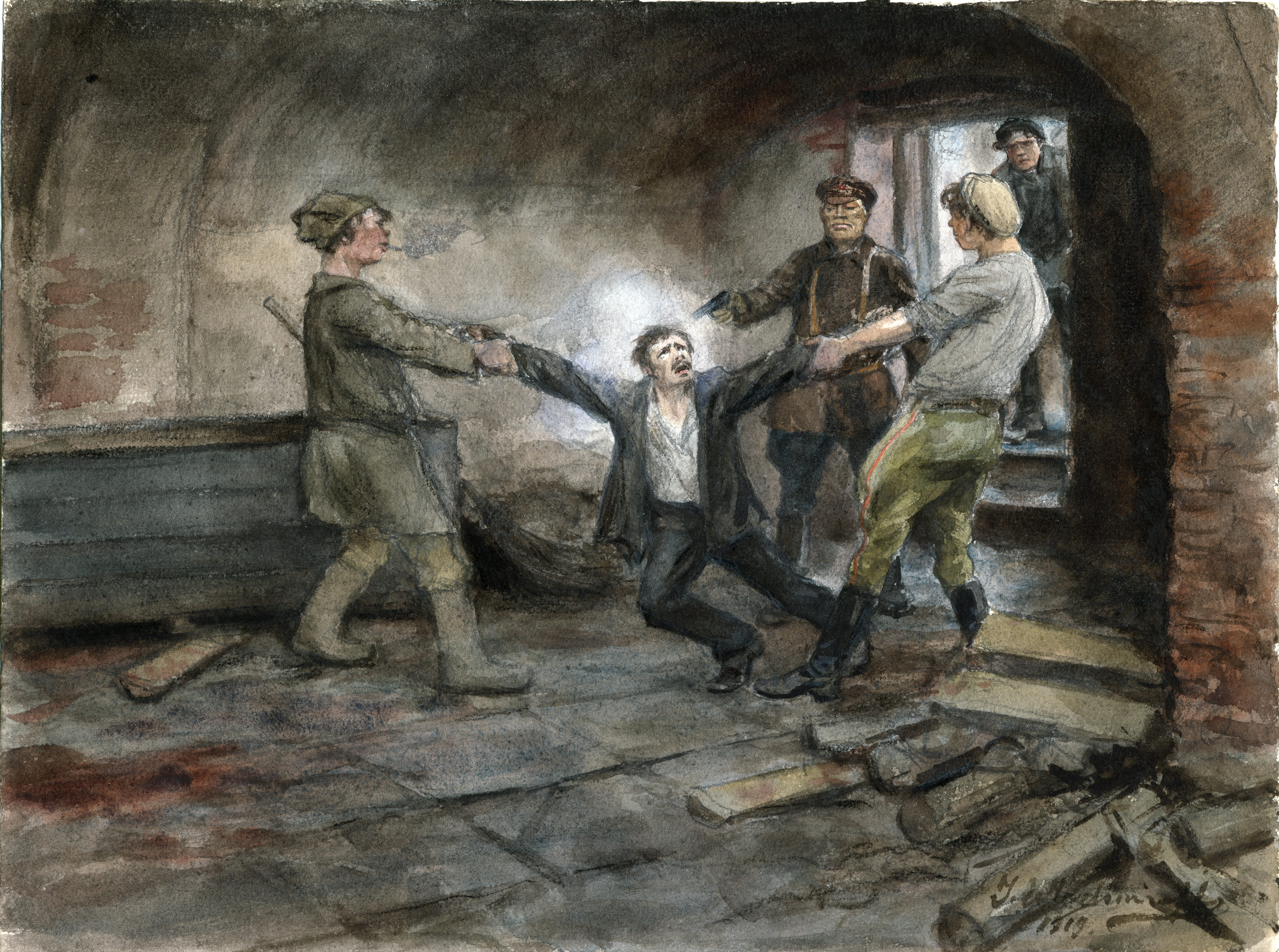
В подвалах ЧК, 1919 год
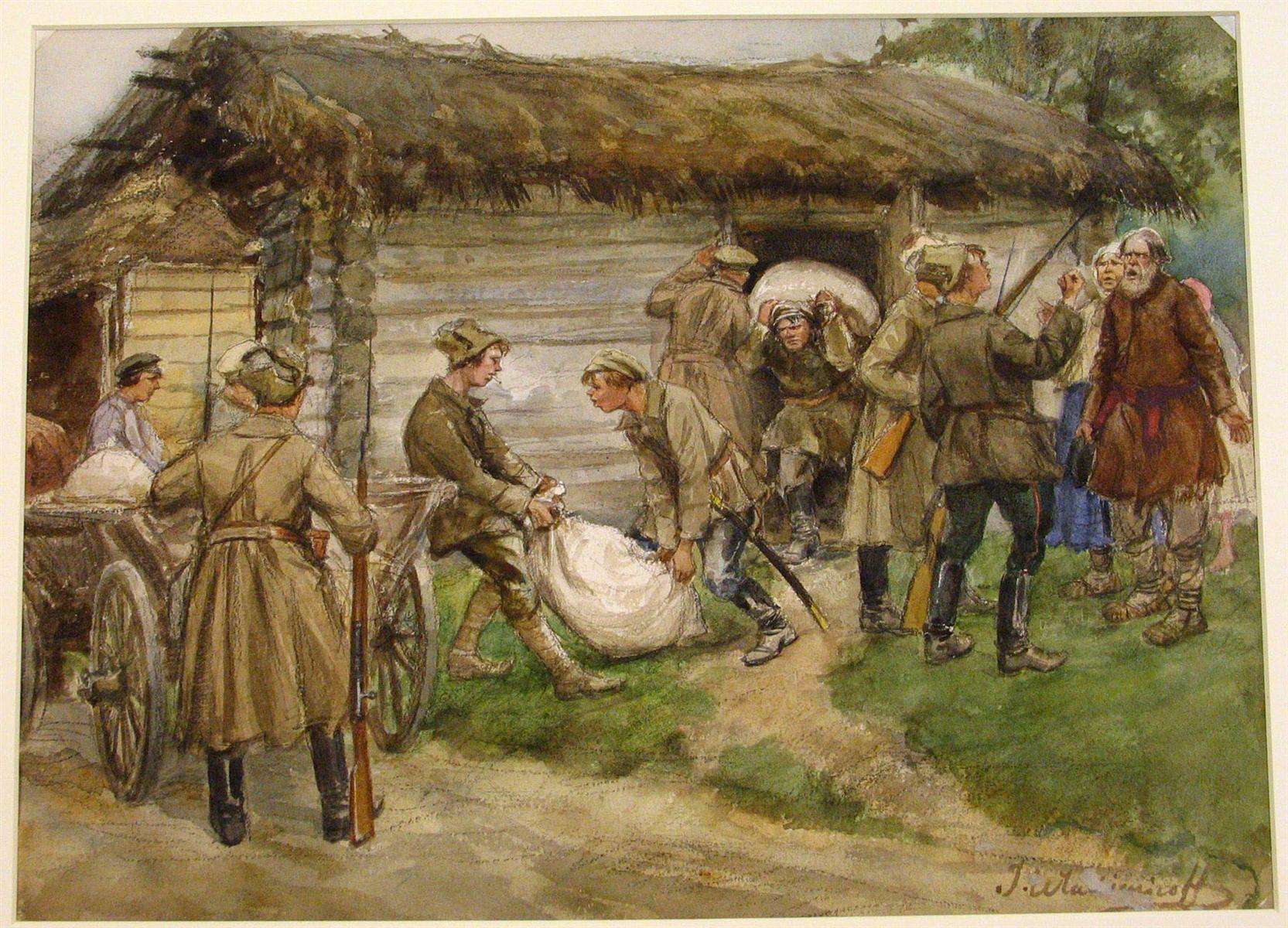
Реквизиция продовольствия в окрестностях Пскова
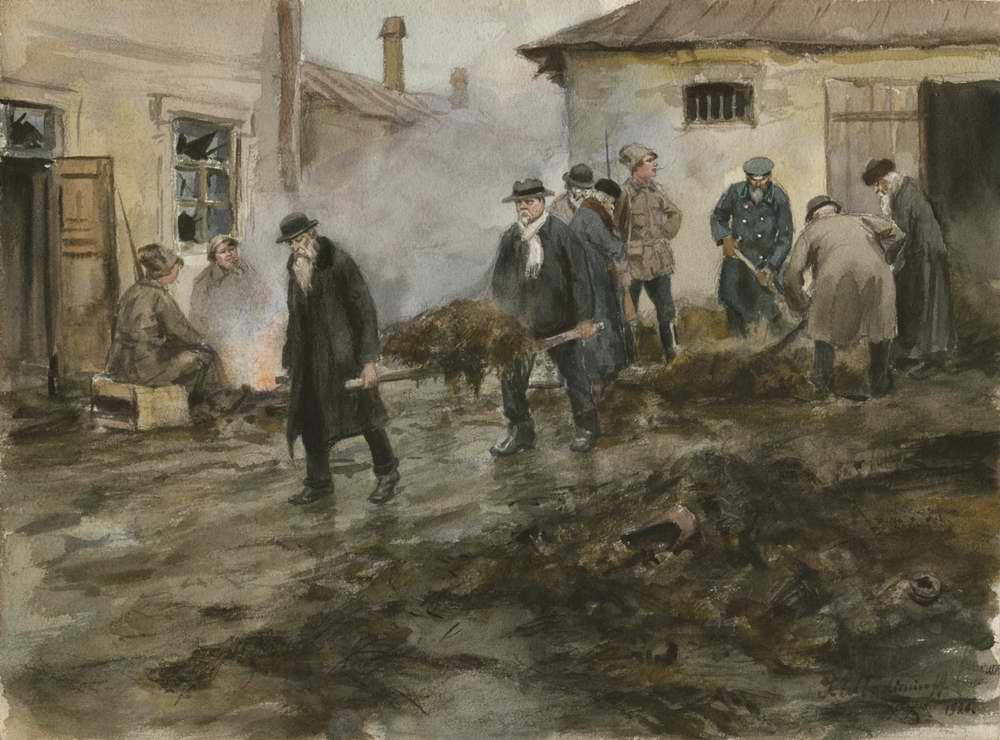
Буржуазия на принудительной работе
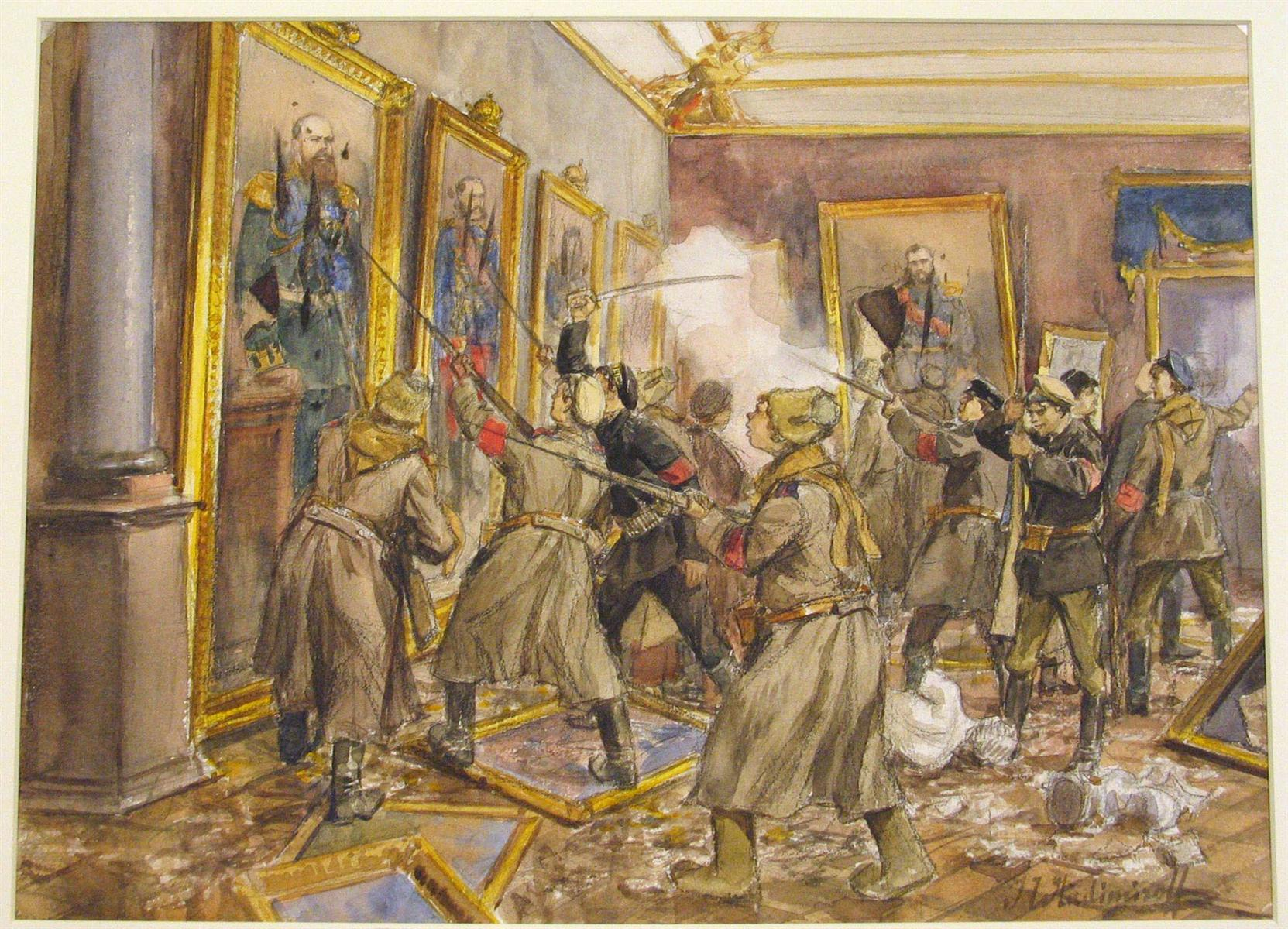
Погром в Зимнем дворце
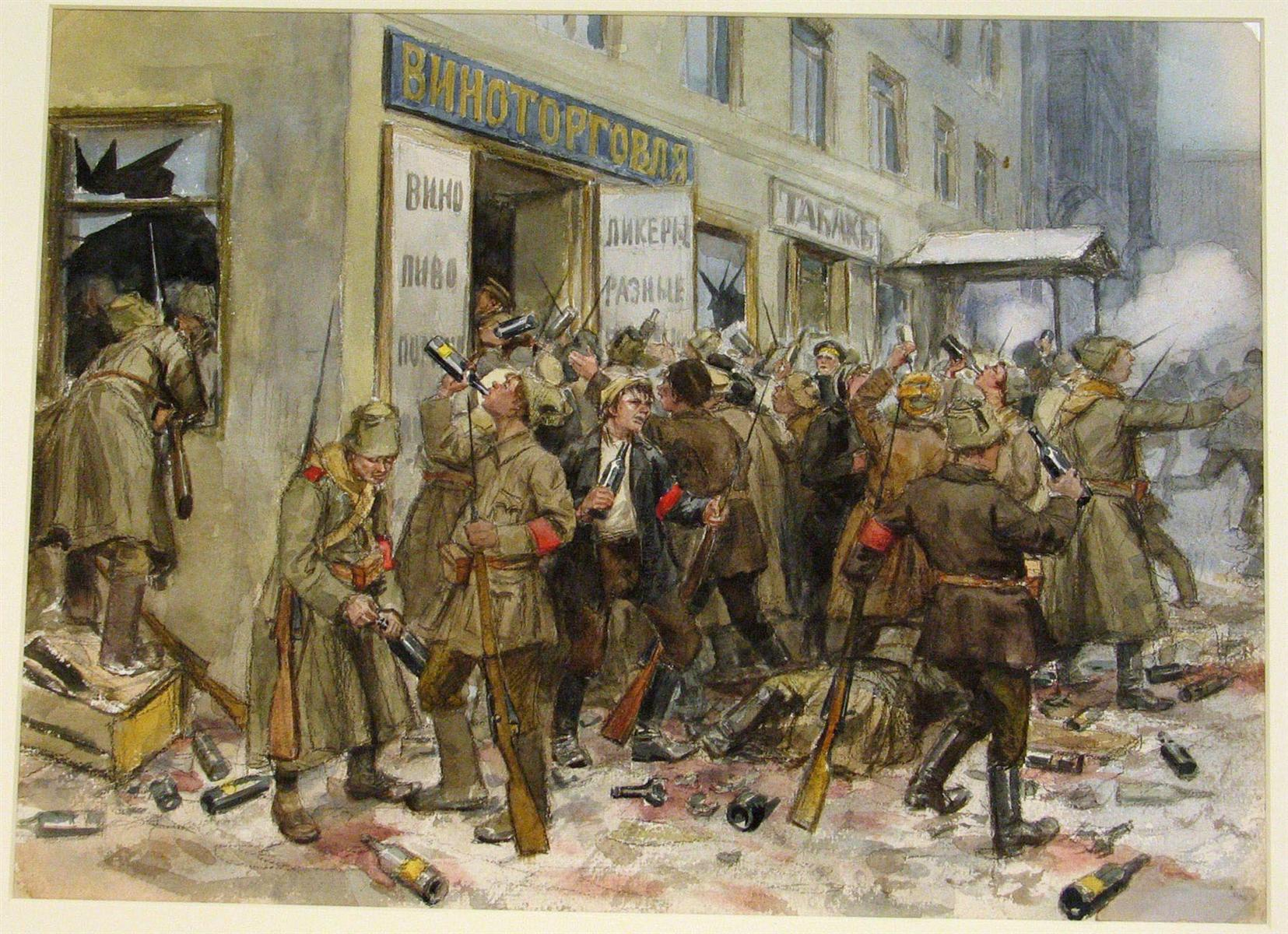
Погром в винном магазине
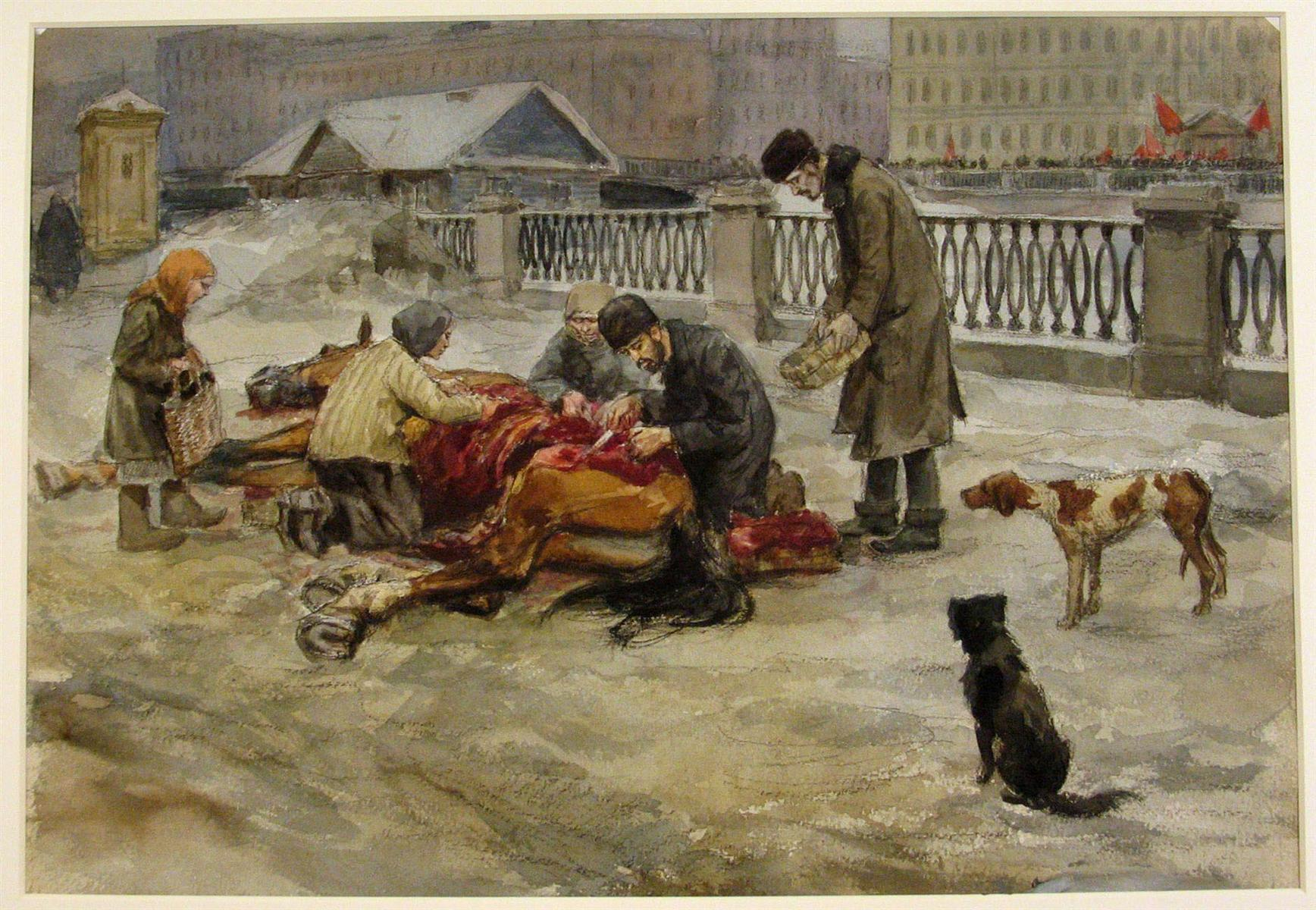
Голод
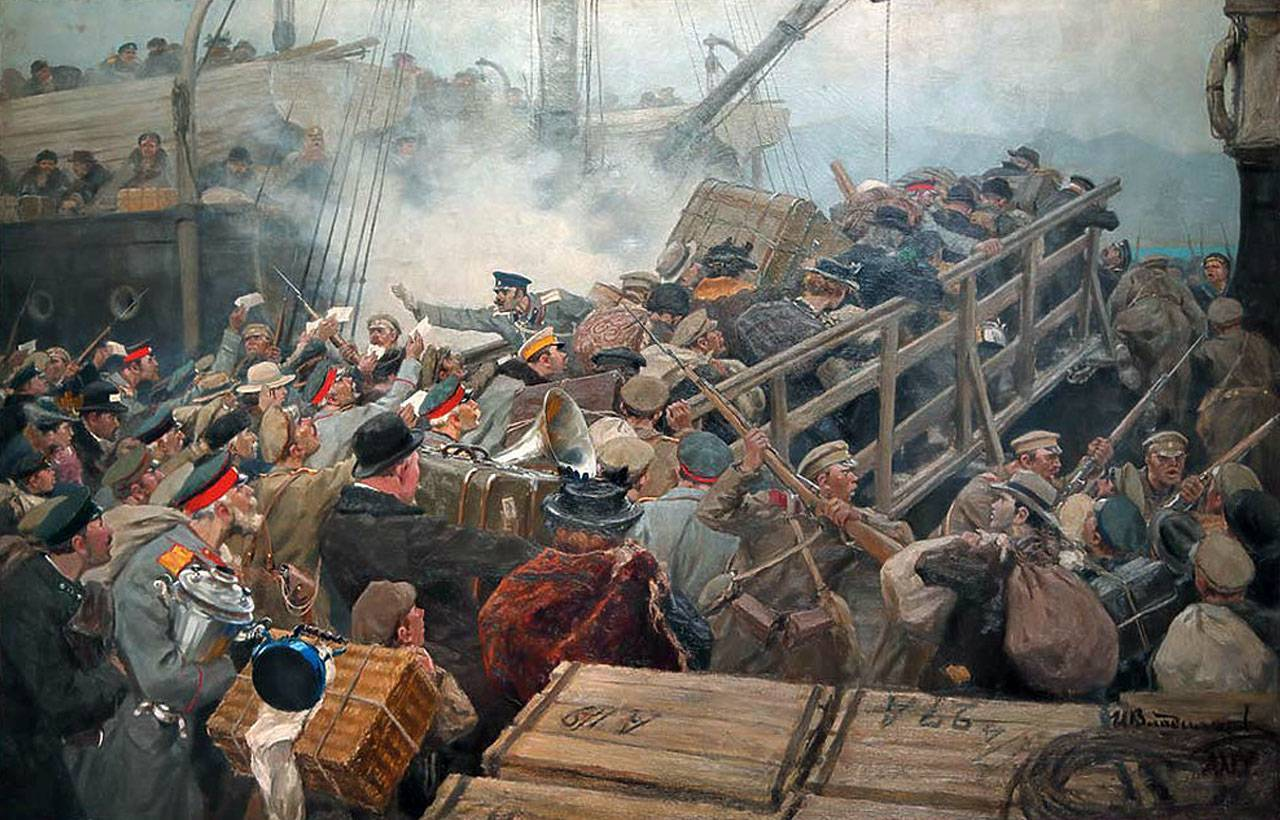
Бегство буржуазии из Новороссийска
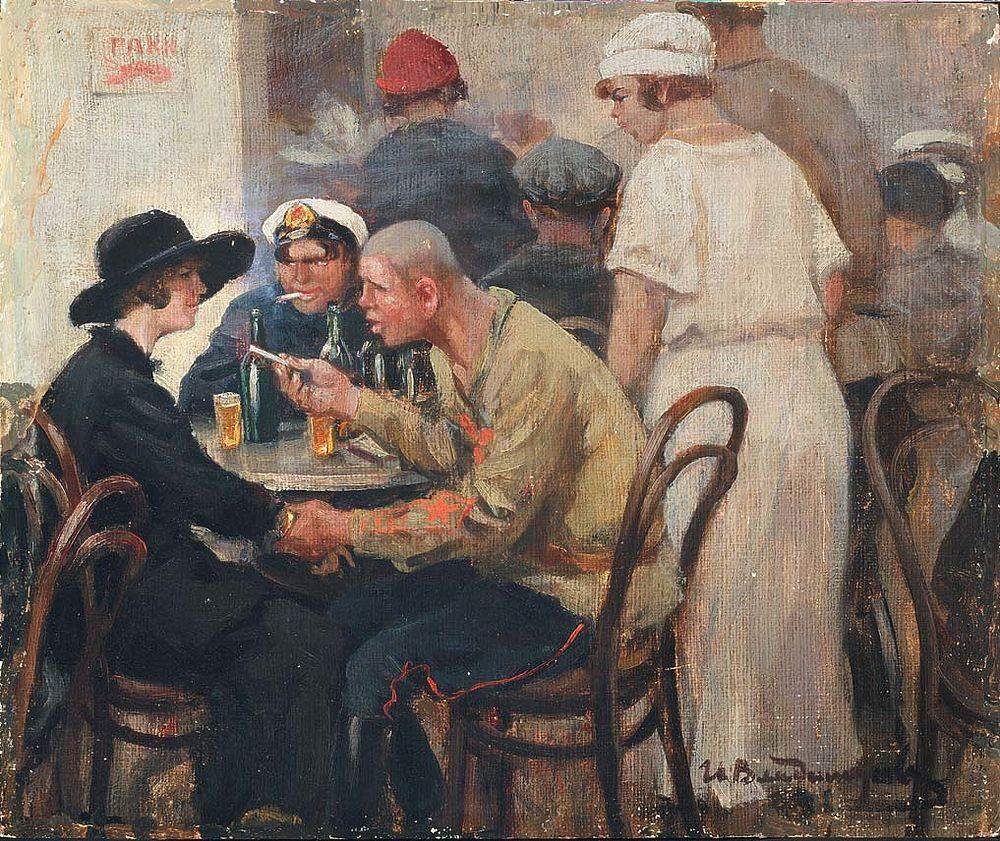
Некому защитить, 1921 год.
Конфискация церковных ценностей в Петрограде, 1922 год
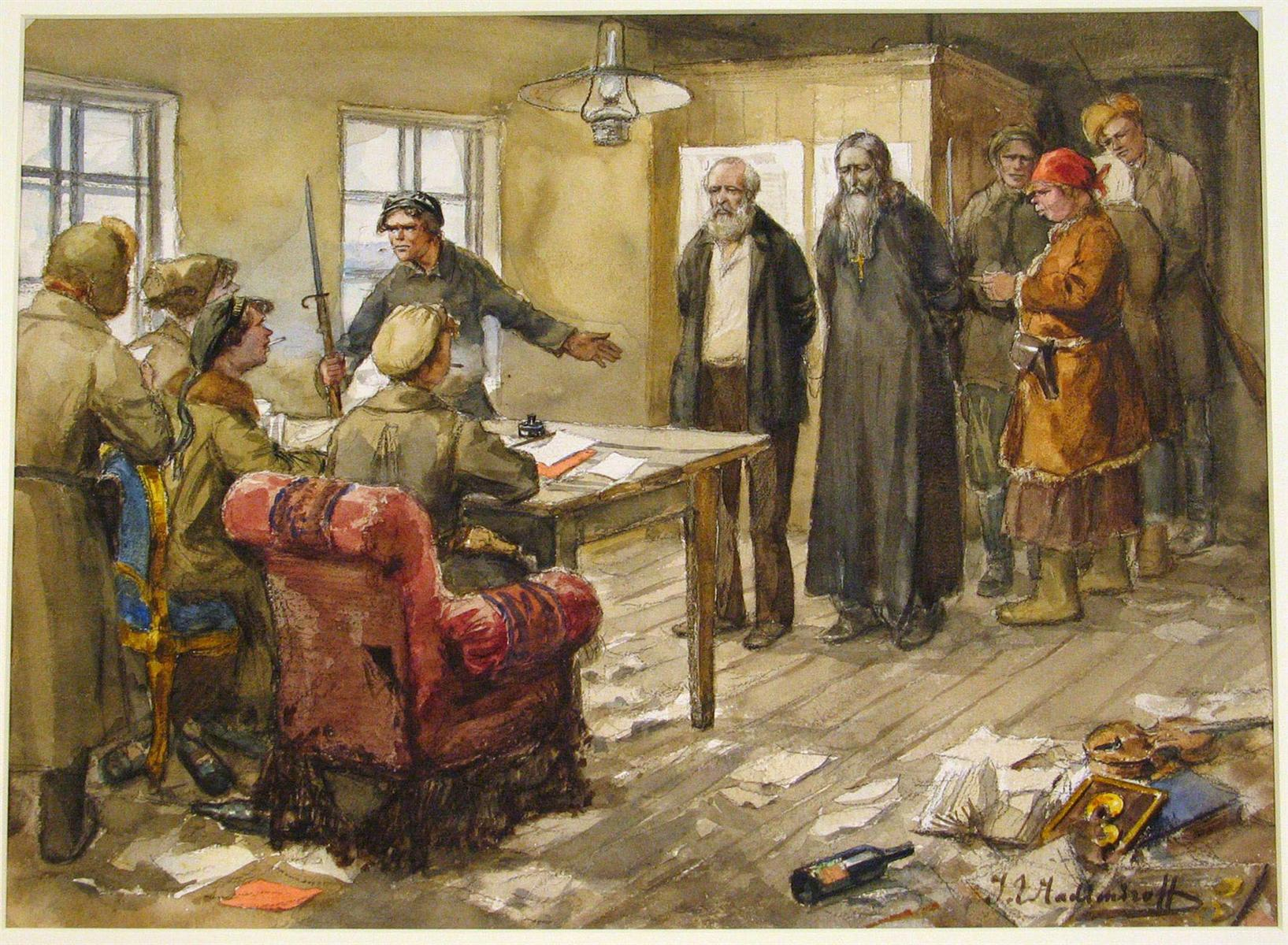
Допрос в комбеде
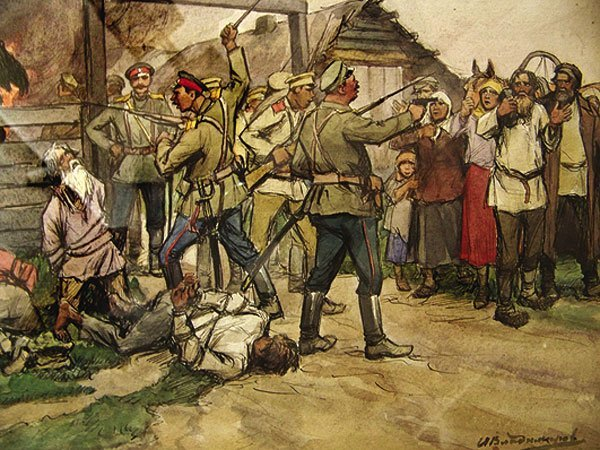
Расстрел крестьян белоказаками
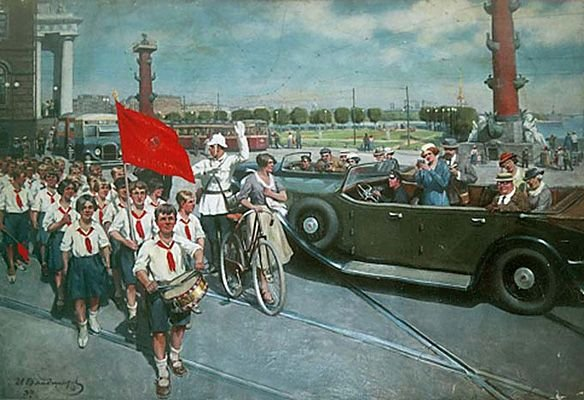
Иностранцы в Ленинграде

## Семья
Жена (с 1899 г.) — Мария Гавриловна, урожд. Федорова (1879—1943, Ленинград)
Дети:
- Зинаида (1908—2000)
  - Внучка: архитектор и исследователь истории Санкт-Петербурга Наталия Баторевич (1938—2021)[12], автор книги «Всю жизнь я служил России…», посвященной И. А. Владимирову.
- Елена (1910—1962). Муж — Николай Петрович Миров, сын священника.
  - Внуки: Мария, Любовь, Сергей
- Екатерина, Нина, Вера, Евгений, Иван